# En mesallians
En mesallians är ett ofullbordat och opublicerat drama av Anne Charlotte Leffler skrivet under tidigt 1880-tal. Manuskriptet finns bevarat i Kungliga biblioteket i Stockholm.

### Fotnoter
1. ↑  ”Anne Charlotte Leffler”. Eddifah.org. Arkiverad från originalet den 18 januari 2014. https://web.archive.org/web/20140118082922/http://www.ediffah.org/search/present.cgi?id=ediffah:kb:817785:1177335285&termlist=wrangel&boollist=&fieldlist=any&number=10&start=&script=search.php#id2311196. Läst 29 november 2012.